# Plano (Texas)
Plano ist eine Stadt im US-Bundesstaat Texas. Das U.S. Census Bureau hat bei der Volkszählung 2020 eine Einwohnerzahl von 285.494 ermittelt.
Die Stadt ist ein Vorort von Dallas sowie eine principal city des Verdichtungsraumes Dallas-Fort-Worth-Metroplex. Sie wird durch das Nahverkehrsunternehmen Dallas Area Rapid Transit mit Dallas verbunden. Plano ist Sitz zahlreicher Dienstleistungs- und Technologieunternehmen, unter anderem des weltgrößten herstellerunabhängigen IT-Dienstleistungsunternehmens EDS, dessen Gründer Ross Perot als unabhängiger US-Präsidentschaftskandidat bekannt wurde. 
Erste Siedler kamen in die Region des heutigen Plano in den frühen 1840ern. Schnell wuchs die erste Siedlung. Als schließlich eine Poststation eingerichtet wurde, musste man sich für einen Namen für den Ort entscheiden. Die Siedler schlugen „Plano“ vor, spanisch für „flach“, entsprechend den lokalen geographischen Gegebenheiten.
Im Jahre 1872 erhielt der Ort einen Bahnhof und schließlich im Jahre 1873 Stadtrechte.
In den 1980er Jahren zogen viele größere Unternehmen in die Stadt um.

## Bevölkerung
Bekannt ist Plano als die sicherste Stadt sowie als eine der wohlhabendsten Städte der Vereinigten Staaten.
Plano hatte 2007 mit 84.492 US-Dollar den höchsten Einkommensdurchschnitt aller Städte über 250.000 Einwohner in den USA. Nach der Kriminalitätsstatistik gibt es nur etwa vier Morde pro Jahr in Plano (Stand 2006). Das ist USA-weit die mit Abstand niedrigste Mordrate aller Städte mit über 250.000 Einwohnern. Das Forbes-Magazin nannte 2010 Plano die sicherste Stadt Amerikas mit einer Bevölkerung von über 250.000 Einwohnern.

## Internetphänomen
Plano erreichte durch die Internet-Fernsehsendung Ehrensenf in Deutschland eine gewisse Bekanntheit. Diese berichtete über zwei junge Amerikaner, die die Besucher ihrer Website in einer Onlineabstimmung darüber entscheiden ließen, in welcher amerikanischen Stadt sie im Jahr 2007 leben würden. Ehrensenf rief seine deutschen Zuschauer ironisch dazu auf, für Plano zu stimmen, da diese Stadt der Inbegriff langweiliger und spießiger amerikanischer Provinz wäre. 973.946 Deutsche wählten daraufhin Plano und beeinflussten die Abstimmungsergebnisse erheblich. Dadurch landete Plano hinter Denver auf dem zweiten Platz. Dieses Ergebnis wurde in den Foren von Ehrensenf heftig kritisiert, weil die offiziellen Abstimmungsergebnisse für Plano immer wieder nachträglich nach unten „korrigiert“ wurden. Deutsche und amerikanische Medien berichteten darüber. Die beiden Amerikaner gingen letztendlich nicht nach Plano.

## Unternehmen
Folgende Unternehmen haben ihren Haupt- bzw. Stammsitz in Plano:
- Denbury Resources Inc.
- Diodes Inc.
- Dr Pepper (mittlerweile Teil von Cadbury plc)
- Electronic Data Systems (EDS)
- Gearbox Software
- Perot Systems Corp.
- Pizza Hut
- Siemens PLM Software (ehemals UGS Corporation, vorher Unigraphics Solutions Inc.)

Plano gun cases

## Söhne und Töchter der Stadt
- Anson Funderburgh (* 1954), Bluesgitarrist
- John Benjamin Hickey (* 1963), Schauspieler
- Lance Armstrong (* 1971), Radrennfahrer

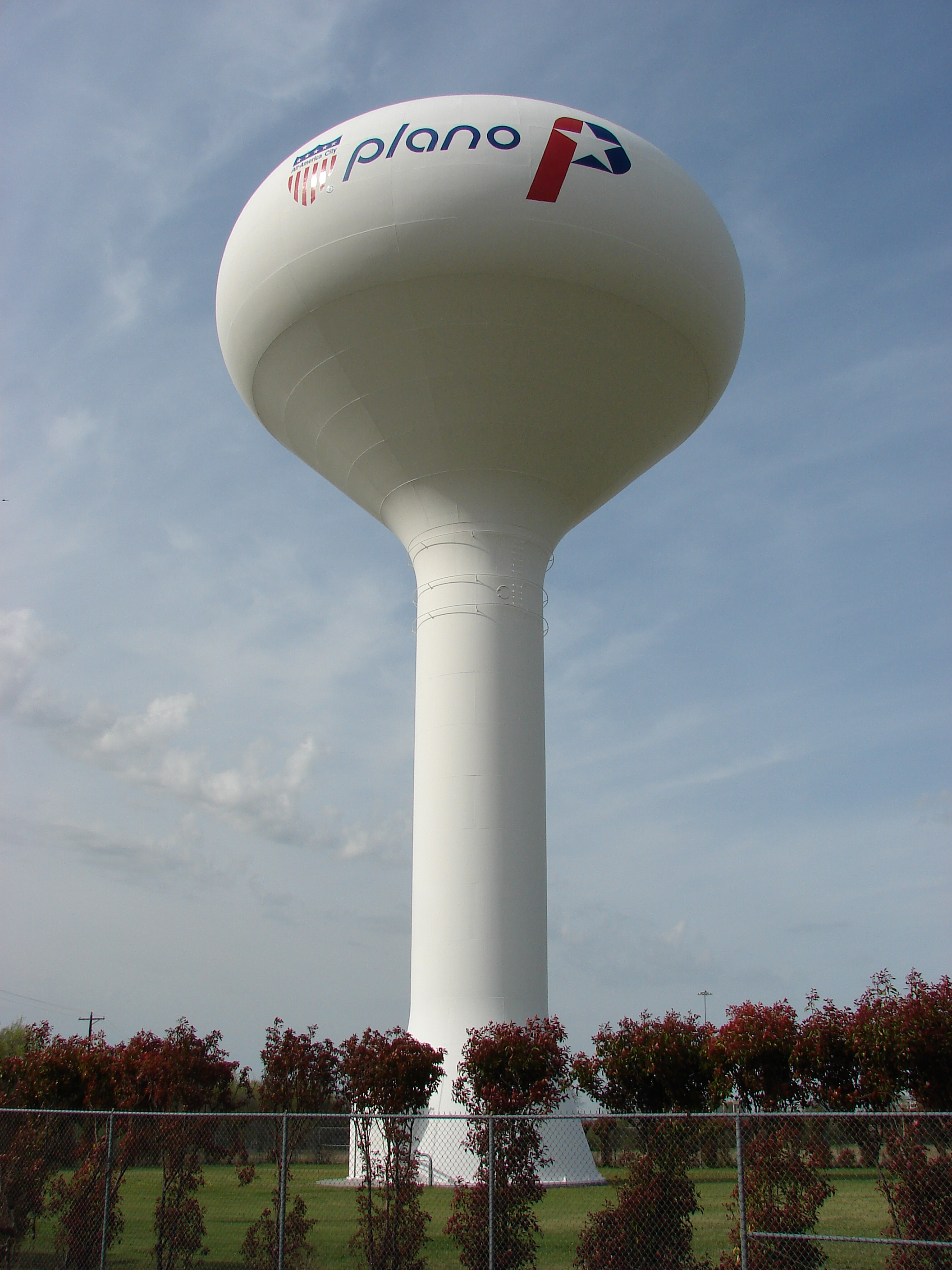
Wasserturm in Plano

- Matthew Conger (* 1978), Fußballschiedsrichter
- Edward Boyden (* 1979), Neurowissenschaftler
- Austin Tice (* 1981), freiberuflicher Journalist
- Cara Santa Maria (* 1983), Wissenschaftsjournalistin
- Kyle Wilson (* 1983), Basketballspieler
- Kevin McHale (* 1988), Schauspieler und Sänger
- Blake Coleman (* 1991), Eishockeyspieler
- Dillon Powers (* 1991), Fußballspieler
- Kathleen Slay (* 1991), Volleyballspielerin
- Connor Fields (* 1992), Radrennfahrer
- Geoffrey Groselle (* 1993), Basketballspieler
- Stefan Noesen (* 1993), Eishockeyspieler
- Madison Bugg (* 1994), Volleyballspielerin
- Seth Jones (* 1994), Eishockeyspieler
- Kellyn Acosta (* 1995), Fußballspieler
- Kenton Duty (* 1995), Schauspieler
- Joseph Noteboom (* 1995), American-Football-Spieler
- Angelica Moser (* 1997), Schweizer Stabhochspringerin
- Keaton Parks (* 1997), Fußballspieler
- Amber Glenn (* 1999), Eiskunstläuferin
- Jeffery Xiong (* 2000), Schachspieler
- Jonathan Tomkinson (* 2002), US-amerikanisch-englischer Fußballspieler
- Bryce Gheisar (* 2004), Schauspieler und Filmregisseur

Die Rockband Polyphia kommt ebenfalls aus Plano.